# DFB-Pokal der Frauen 2017-2018
La DFB Pokal der Frauen 2017-2018 è stata la 38ª edizione della Coppa di Germania, organizzata dalla Federazione calcistica della Germania (Deutscher Fußball-Bund - DFB) e riservata alle squadre femminili che partecipano ai campionati di primo e secondo livello, rispettivamente 12 dalla Frauen-Bundesliga e 19 dalla 2. Frauen-Bundesliga, oltre a una selezione di quattro squadre provenienti dalla Regionalliga come completamento organico. Come per i sette anni precedenti, la finale si è disputata al RheinEnergieStadion di Colonia. Il torneo è stato vinto dal Wolfsburg, che in finale ha sconfitto il Bayern Monaco ai tiri di rigore dopo che i tempi regolamentari si erano conclusi a reti inviolate.

## Partite

### Secondo turno
Il sorteggio si è svolto il 28 agosto 2017. Le partite si sono giocate il 7 e l'8 ottobre 2017. Le undici squadre della Frauen-Bundesliga meglio classificate dello scorso campionato si sono unite alle 21 vincitrici del turno precedente.
| Squadra 1             | Risultato             | Squadra 2            |
| --------------------- | --------------------- | -------------------- |
| Herforder             | 2 - 3 (dts)           | Arminia Bielefeld    |
| SV Holzbach           | 0 - 2                 | TSV Schott Mainz     |
| SV Alberweiler        | 1 - 0                 | SG Andernach         |
| 1. FC Riegelsberg     | 1 – 0                 | SV Walbeck           |
| BSC Marzahn           | 1 - 3                 | Cloppenburg          |
| SC Siegelbach         | 0 - 9                 | Borussia M'gladbach  |
| ATS Buntentor         | 2 - 5                 | Gütersloh            |
| TSV Jahn Calden       | 1 - 2                 | Werder Brema         |
| Magdeburger FFC       | 4 - 1                 | TV Jahn Delmenhorst  |
| TSV Limmer            | 2 - 1                 | BW Hohen Neuendorf   |
| Bramfelder SV         | 0 - 2                 | SV Henstedt-Ulzburg  |
| 1. FFC Fortuna Dresda | 0 - 0 (dts) (3-4 dtr) | Union Berlin         |
| Holstein Kiel         | 0 - 5                 | Meppen               |
| FSV Babelsberg        | 2 - 0                 | Weimarer FFC         |
| 1. FC Neubrandenburg  | 2 - 1 (dts)           | Amburgo              |
| Wacker Monaco         | 0 - 2                 | Colonia              |
| Hessen Wetzlar        | 0 - 4                 | Saarbrücken          |
| Vorwärts Spoho 98     | 1 - 3                 | 1. FFC Niederkirchen |
| TSV Neckarau          | 0 - 1 (dts)           | Sindelfingen         |
| Hegauer FV            | 4 - 2                 | SV 67 Weinberg       |
| VfL Bochum            | 0 - 1                 | TSV Crailsheim       |

### Ottavi di finale
Il sorteggio si è svolto il 29 ottobre 2017. Le partite sono state giocate il 2 e il 3 dicembre 2017, mentre alcune partite sono state posticipate a causa del maltempo, ma il 13 dicembre 2017 è stata giocata solo una partita, gli altri due incontri sono stati nuovamente posticipati. Questi ultimi sono stati disputati il 9 e l'11 febbraio 2018.
| Squadra 1         | Risultato | Squadra 2          |
| ----------------- | --------- | ------------------ |
| Meppen            | 0 - 4     | Bayern Monaco      |
| Arminia Bielefeld | 1 - 2     | Turbine Potsdam    |
| Sindelfingen      | 1 - 3     | 1. FFC Francoforte |
| Colonia           | 1 - 2     | Sand               |
| Werder Brema      | 0 - 5     | SGS Essen          |
| Saarbrücken       | 1 - 0     | Jena               |
| Hoffenheim        | 0 - 2     | Friburgo           |
| Cloppenburg       | 0 - 5     | Wolfsburg          |

### Quarti di finale
Il sorteggio si è tenuto il 7 gennaio 2018. Gli incontri si sono svolti tra il 13 e il 14 marzo 2018.
| Squadra 1          | Risultato   | Squadra 2       |
| ------------------ | ----------- | --------------- |
| Saarbrücken        | 0 - 15      | Bayern Monaco   |
| 1. FFC Francoforte | 0 - 2       | Turbine Potsdam |
| Wolfsburg          | 2 - 1       | Sand            |
| SGS Essen          | 5 - 2 (dts) | Friburgo        |

### Semifinali
Il sorteggio si è tenuto il 19 marzo 2018. Le due semifinali si sono giocate il 15 aprile 2018.
| Squadra 1     | Risultato | Squadra 2       |
| ------------- | --------- | --------------- |
| Wolfsburg     | 4 - 1     | SGS Essen       |
| Bayern Monaco | 3 - 1     | Turbine Potsdam |

### Finale
| Arbitro: | Sandra Stolz (Pritzwalk) |

|                                         |                      |                                           |
| Kerschowski Jakabfi Masar Harder Hansen | Tiri di rigore 3 – 2 | Behringer Demann Islacker Voňková Laudehr |

## Classifica marcatrici
Elenco della classifica marcatrici della DFB-Pokal 2017-18. L'ordinamento è in base alle reti siglate e, in caso di parità, per ordine alfabetico.
| Posizione | Nazionalità    | Squadra           | Reti |
| --------- | -------------- | ----------------- | ---- |
| 1         | Jill Roord     | Bayern Monaco     | 6    |
| 2         | Nicole Rolser  | Bayern Monaco     | 5    |
| 3         | Linda Dallmann | SGS Essen         | 4    |
|           | Sarah Grünheid | Arminia Bielefeld | 4    |
|           | Lea Schüller   | SGS Essen         | 4    |
|           | Jana Vojteková | Sand              | 4    |